# Маринова, Тереза
Тере́за Мо́нчева Мари́нова (болг. Тереза Мончева Маринова; род. 5 сентября 1977, Плевен) — болгарская легкоатлетка, чемпионка летних Олимпийских игр 2000 года в тройном прыжке, рекордсменка мира среди юниорок. Тренер — Христо Марков.

## Достижения

### Прыжок в длину
| Год  | Соревнование                        | Город            | Место | Результат |
| ---- | ----------------------------------- | ---------------- | ----- | --------- |
| 2006 | Кубок Европы, первая лига, группа B | Салоники, Греция | 6     | 6,14 м    |

### Тройной прыжок
| Год  | Соревнование                        | Город                     | Место | Результат |
| ---- | ----------------------------------- | ------------------------- | ----- | --------- |
| 1995 | Чемпионат Европы среди юниоров      |                           | 1     |           |
| 1996 | Чемпионат мира среди юниоров        | Сидней, Австралия         | 1     | 14,62 м   |
| 1997 | Чемпионат мира в помещении          | Берси, Франция            | 8     | 14,00 м   |
| 1997 | Чемпионат мира                      | Афины, Греция             | 6     | 14,34 м   |
| 1997 | Финал Гран-При                      | Фукуока, Япония           | 7     | 13,96 м   |
| 1998 | Чемпионат Европы                    | Будапешт, Венгрия         | 3     | 14,50 м   |
| 1999 | Чемпионат мира в помещении          | Маэбаси, Япония           | 4     | 14,76 м   |
| 2000 | Летние Олимпийские игры             | Сидней, Австралия         | 1     | 15,20 м   |
| 2001 | Чемпионат мира в помещении          | Лиссабон, Португалия      | 1     | 14,91 м   |
| 2001 | Чемпионат мира                      | Эдмонтон, Канада          | 3     | 14,58 м   |
| 2001 | Финал Гран-При                      | Мельбурн, Австралия       | 1     | 14,77 м   |
| 2002 | Чемпионат Европы в помещении        | Вена, Австрия             | 1     | 14,81 м   |
| 2003 | Чемпионат мира в помещении          | Бирмингем, Великобритания | 4 кв. | 14,09 м   |
| 2004 | Чемпионат мира в помещении          | Будапешт, Венгрия         | 8 кв. | 14,13 м   |
| 2006 | Чемпионат мира в помещении          | Москва, Россия            | 6     | 14,37 м   |
| 2006 | Кубок Европы, первая лига, группа B | Салоники, Греция          | 2     | 14,21 м   |
| 2006 | Чемпионат Европы                    | Гётеборг, Швеция          | 6     | 14,20 м   |

## Лучшие результаты

### На открытом воздухе
- Бег на 100 метров — 11,7 с, 1 января 1996
- Прыжок в длину — 6,46 м, 2 июля 2000, Кавала, Греция
- Тройной прыжок — 15,20 м, 24 сентября 2000, Сидней, Австралия

### В помещении
- Прыжок в длину — 6,53 м, 9 февраля 2002, София, Болгария
- Тройной прыжок — 14,91 м, 11 марта 2001, Лиссабон, Португалия